# Санрайз (торговая сеть)
Sunrise (Санрайз) — российская торговая сеть, специализировавшаяся на продаже компьютерной техники. Штаб-квартира — в Москве. Основана в 1991 году.

## История
В 1991 году группа выпускников и студентов МФТИ учредила фирму по сборке и продаже компьютеров под торговой маркой «Санрайз», зарегистрированной на одноимённую компанию. В 1993 году компания начинает открывать филиалы в крупных городах России, к 1994 году «Санрайз» насчитывал около 10 филиалов. Изначально «Санрайз» делал упор на сборку и продажу компьютеров под собственной торговой маркой, а его сервис-центры производили гарантийное и послегарантийное обслуживание компьютеров.
С начала 2000 года компания начала расширять региональную сеть и открывать филиалы в крупных городах России. Начиная с 2004 года, «Санрайз» активно развивал розничную сеть в Москве и франчайзинговую сеть в тех городах России, где не было собственных филиалов компании.

## Деятельность
Свои магазины компания открывает под маркой «Санрайз-Лайт», гипермаркеты — под маркой «Санрайз-Про». Компания имеет собственные и партнёрские интернет-магазины для онлайн-торговли. Месячный оборот компании за декабрь 2008 года оценивался в 15 млн $.

### Проблемы в связи с экономическим кризисом
В середине 2007 года компания начала открывать в регионах России по одному магазину «Санрайз-Про» в месяц и параллельно столкнулась с проблемами нехватки денежных средств для поддержания торгового ассортимента.
В 2009 году компания закрыла некоторые (в том числе — недавно открытые) гипермаркеты «Санрайз-Про» во многих регионах России, а в главном гипермаркете «Санрайз-Про» в Москве на улице Складочная был ограничен режим работы некоторых отделов, в результате чего объём розничных продаж сильно упал по сравнению с аналогичным периодом 2008 года.
С начала марта 2009 года компания перестала удовлетворять требования о замене или возврате денег за ранее купленный некачественный товар. И в настоящее время из-за больших долгов, в числе которых 40 миллионов рублей за аренду торговых площадей «Станколит» и задолженности по заработной плате работникам (в особенности работникам колцентра), не говоря уже о кредитах в банках, компания на грани закрытия.
В середине 2009 года активы «Санрайза» перешли за долги от основателя Сергея Бобылёва к холдингу «Альфа-Групп». 20 июля Бобылёв был задержан в ходе допроса в УВД Москвы как подозреваемый по уголовному делу о мошенничестве, связанном с выводом активов из «Санрайза».
В августе 2009 года был закрыт последний магазин, принадлежавший сети «Санрайз», однако работавшие по франчайзинговой схеме региональные фирмы продолжили существование, осенью часть таких магазинов была подвергнута ребрендингу.